# San Joaquín (Messico)
San Joaquín è una municipalità dello stato di Querétaro, nel Messico centrale, il cui capoluogo è la omonima localilità.
La popolazione della municipalità è di 8.865 abitanti e ha una estensione di 499 km².